# Rio Linge
O Linge é um rio na Ilha Batava, nos Países Baixos. O Linge começa em Doornenburgo e deságua no rio Merwede, perto de Gorinchem. Com 100 km, é o rio mais longo que fica inteiramente no território neerlandês.